# Melanagromyza proboscidella
Melanagromyza proboscidella är en tvåvingeart som beskrevs av Spencer 1977. Melanagromyza proboscidella ingår i släktet Melanagromyza och familjen minerarflugor. Inga underarter finns listade i Catalogue of Life.